# Herbert Ullrich
Herbert Ullrich (* 8. August 1932; † 12. Oktober 2019) war ein deutscher Anthropologe, der für seine Forschungen am Schädel Friedrich Schillers bekannt wurde.

## Leben
Herbert Ullrich studierte von 1950 bis 1955 Biologie und Anthropologie und an der Universität Jena mit dem Abschluss als Diplom-Biologe. 1962 wurde er zum Dr. rer. nat. promoviert. Anschließend war er als Anthropologe am Institut für Vor- und Frühgeschichte und später – ab 1991 – am Zentralinstitut für Alte Geschichte und Archäologie der Akademie der Wissenschaften sowie an der Humboldt-Universität zu Berlin tätig. Von 2011/12 bis 2017 bot er Seminare am Institut für Prähistorische Archäologie an. Er war 1996–1998 Vorsitzender der Berliner Gesellschaft für Anthropologie, Ethnologie und Urgeschichte.
Ullrich beschäftigte sich mit Fragen der Evolution des Menschen, der prähistorischen Anthropologie und der Untersuchung von Skeletten im Rahmen historischer Anthropologie.

## Forschungen zu Friedrich Schiller und dem Fürstengruft-Schädel
Im Rahmen der Untersuchungen zu Friedrich Schillers Gebeinen wurde der Fürstengruft-Schädel 1959 von Herbert Ullrich zusammen mit dem dazugehörigen Skelett und dem Froriep-Schädel eingehend untersucht. Dabei zeigte sich, dass der Fürstengruft-Schädel mit der Totenmaske Schillers („Weimarer Maske 200“) nicht nur in den allgemeinen Dimensionen, sondern auch in zahlreichen Details sehr gut übereinstimmt. Bei der eingehenden Untersuchung des Fürstengruft-Schädels konnte Ullrich weiterhin feststellen, dass 7 Zähne (5 im Oberkiefer und 2 im Unterkiefer) nicht zum Schädel gehören. Sie waren an den Wurzeln so zurechtgefeilt worden, dass sie in die Alveolen einigermaßen hineinpassten.
1961 assistierte Ullrich dem sowjetischen Archäologen und Anthropologen Michail Gerassimow bei der Rekonstruktion von Schillers Gesicht. Die Aufzeichnungen, Untersuchungsprotokolle und Fotos aus den Jahren 1959–61 wurden 2004 in seinem Buch Schädel-Schicksale historischer Persönlichkeiten publiziert. Darin veröffentlichte er eine kurzgefasste Geschichte der mehr als 120-jährigen Schillerschädel-Forschung und analysierte den Stand der Forschung.
Im 2007 erschienenen Buch Friedrich Schiller. Zwei Schädel, zwei Skelette und kein Ende des Streites veröffentlichte er die wissenschaftlichen Originaldaten und Ergebnisse der 1959–61 am Fürstengruft-Schädel und -Skelett, aber auch an den von August von Froriep geborgenen Skelettresten durchgeführten Untersuchungen, zog eine kritische Bilanz der bisherigen Schillerschädel-Forschung und legte die Ergebnisse eigener weitergeführter Studien zur Echtheit des Schillerschädels dar. Laut Ullrichs Auffassung ist der Fürstengruft-Schädel „mit größter Wahrscheinlichkeit“ der echte Schiller-Schädel; er wies aber darauf hin, dass dies letztlich nur durch DNA-Analysen verifiziert werden könne.
Ullrich untersuchte 2004/05 in Weimar und Marbach alle vier Original-Totenmasken Schillers eingehend und verglich sie untereinander und mit dem Original-Fürstengruft-Schädel sowie mit weiteren vorhandenen Gipsabdrücken. Als Anthropologe arbeitete Ullrich 2006 am Projekt „Der Friedrich-Schiller-Code“ mit und verfasste darüber sein Buch … und ewig währt der Streit um Schillers Schädel.
Nach aufwendigen DNA-Analysen war das offizielle wissenschaftliche Ergebnis dieses Projekts aus dem Jahr 2008, dass keiner der untersuchten Schädel Schiller zugeordnet werden könne.

## Veröffentlichungen (Auswahl)
- Schädel-Schicksale historischer Persönlichkeiten. Pfeil Verlag, München 2004, ISBN 978-3-89937-055-3 (Inhaltsverzeichnis)
- Friedrich Schiller. Zwei Schädel, zwei Skelette und kein Ende des Streites. Forschungsgeschichte und Ergebnisse. VWF Verlag für Wissenschaft und Forschung, Berlin 2007, ISBN 978-3-89700-412-2 (Inhaltsverzeichnis)
- … und ewig währt der Streit um Schillers Schädel. Pfeil Verlag, München 2008, ISBN 978-3-89937-093-5 (Inhaltsverzeichnis)